# 101 Reykjavík (film)
101 Reykjavík è un film del 2000 diretto da Baltasar Kormákur, tratto dall'omonimo romanzo di Hallgrímur Helgason.
Il titolo del film si riferisce al codice postale della zona più vecchia della città di Reykjavík.

## Trama
Hlynur, un ragazzo di trent'anni che vive ancora con la madre, passa il tempo a bere, guardare film porno e navigare in Internet. Lola, l'insegnante spagnola di flamenco amica della madre, va a visitarli durante le vacanze di Natale. A Capodanno, mentre la madre è fuori casa, il ragazzo scopre che Lola è lesbica, ma finisce lo stesso con l'avere un rapporto sessuale con lei. Subito dopo scopre che la madre non solo è lesbica ma è anche la compagna di Lola. Rimasta incinta, Lola e la sua amante decidono di tenere il bambino e crescerlo insieme. Il ragazzo disperato, dopo aver tentato invano il suicidio, decide di trovarsi un lavoro e vivere insieme alle due donne e al suo bambino.

## Premi
- 2 Edda Awards: miglior sceneggiatura, miglior suono
- Festival di Locarno: premio della giuria giovanile U26
- Festival del cinema di Pola: miglior film europeo
- Toronto International Film Festival: Discovery Award